# Prefectura de Logone Occidental
Logone Occidental fue una de las 14 prefecturas de Chad. Ubicada en el suroeste del país, Logone Occidental cubría un área de 8 695 kilómetros cuadrados y tenía una población de 455 489 en 1993. Su capital era Moundou .
Se encontraba dividida en las subprefecturas de Beinamar, Benoyé y Moundou.